# Små mænd med store problemer
|  | Denne artikel er oprettet af botten PalnaBot ud fra en ekstern database. Den kan derfor have sproglige fejl eller mangler. Denne skabelon kan fjernes efter kontrol af indholdet. |

Små mænd med store problemer er en kortfilm instrueret af Julie Bille efter manuskript af Parminder Singh.

## Handling
Små mænd store problemer er en sort komedie om en mislykket date. Julie og Frederik er kærester. Frederik har arrangeret en date for sin ven Jens og Julies veninde Dorthe. Der er bare et problem. Dorthe er ikke kommet, og Jens bliver mere og mere irriteret. Jens er lille mand på flere områder, og det handler for alt i verden om ikke at nævne hans højde. Et forbud Julie har svært ved at holde.